# El Codro Bolet
El Codro Bolet és una roca singular del terme municipal de Monistrol de Calders, a la comarca del Moianès.
Aquesta mena de roques singulars aïllades reben el nom, només a Monistrol de Calders, de codros, peculiar paraula formada per la deformació de la paraula còdol.
Està situada al nord-est del terme municipal, al costat sud-est de les restes de la masia de Pumanyà i al nord-oest de la de Rubió, al peu del Camí de Monistrol de Calders a Marfà. Forma part del material després de la cinglera del Serrat de Pumanyà.
Deu el seu nom a la peculiar forma que té i al fet d'estar aïllat, tot i que proper, d'altres roques.